# Армяне в Иордании
Армяне в Иордании (арм. Հայերը Հորդանանում, араб. أرمن الأردن‎) — небольшая община этнических армян, проживающих в Иордании. На сегодняшний день по оценкам численность армян в Иордании составляет 3000 человек. По оценкам 2500 из них являются последователями Армянской апостольской церкви, и преимущественно говорят на западно-армянском диалекте. Армяне являются крупнейшей христианской общиной в стране, после арабов-христиан.
В период 1930-1946 в Иордании проживало около 6000 армян. После арабо-израильской войны 1948 года, новая волна иммигрантов прибыла из Палестины в Иорданию увеличила численность армян до 10 000. Однако начиная с 1950-х годов, и особенно после Шестидневной войны, большое количество армян эмигрировало в Австралию, Канаду, и США, эмиграция продолжалась и в 1970-е годы, сократив численность армян в Иордании до 3000 человек.
Большинство армян являются потомками выживших в геноциде армян во время Первой мировой войны, которые были депортированы или бежали из Османской империи в Сирию, а затем в Иорданию. Первые армянские беженцы поселились основном в Маане, Шобаке, Эль-Караке, Мадабе и Ар-Русайфе. В настоящее время, большинство армян проживает в столице Аммане, несколько семей проживают в Ирбиде, Акабе, Мадабе и Эз-Зарке.
Армяне занимались различной сферой деятельности. Преимущественно, фотографами, модельерами, автомеханиками, крупными предпринимателями и мелкими торговцами.
Большинство армянских организаций и школ и религиозных сооружений находятся в Джебель Аль-Ашрафия районе Аммана, известным, как армянский район (араб. حي الأرمن‎, Хай аль-Арман).

## Религия
Хотя большинство армян уже эмигрировали, в армянском квартале в Аммане в настоящее время действуют две армянские церкви.
Армяне в Иордании, в основном последователи Армянской апостольской церкви, под юрисдикцией Иерусалимского патриархата. Патриарх Иерусалимский назначает епископа, для иорданской епархии. Незначительное количество армян являются последователями Армянской католической церкви.
Церкви:
- Армянская Апостольская Церковь, церковь Св. Фаддея (в Аммане) - служит Армянской Апостольской Церкви, в то время как армянские католики имеют свой собственный приход в армянском квартале в Джебель Аль-Ашрафие в восточной части Аммана.
- Армянская Апостольская Церковь, церковь Св. Карапет (на месте крещения у реки Иордан).
- Армянская Католическая Церковь, церковь Св. Саака и Св. Месропа (в Аммане).

## Образование
Для сохранения армянского языка и самосознания важную роль играют образовательные учреждения. Амман является центром многих армянских учебных заведений и культурных организаций. Школьники, закончившие армянские школы, могут сразу перейти в иорданскую среднюю школу, минуя начальные классы.
Первая Армянская школа под названием Hetoumyan Azkayeen Varjaran, была основана в Джебель Аль-Natheef в Аммане, в 1930 году. Другая небольшая школа была основана Самуэлем Ара Серпекияном в Ар-Русайфе.
В настоящее время работают две армянские начальные школы в Аммане:
- Армянский всеобщий благотворительный союз (AGBU) во главе с Гульбенкяном, Юзбешяном(Youzbeshian), и Варжаряном(Varjaran) основал школу в 1962 году, Джебель Аль-Ашрафия в районе Аммана. В школе преподают армянскую литературу, историю и религию на армянском языке, в дополнение к общей школьной программе, установленным Министерством образования Иордании.
- Св. Месропа Армянская Католическая школа - также находится в Джебель Аль-Ашрафия в районе Аммана.

## Организации
Большинство армянских организаций базируются в Аммане. Эти организации стремятся объединить всех членов армянской общины, с помощью организации различных культурных, спортивных, танцевальных, и благотворительных мероприятий, женских и молодёжных объединений, организации проведения национальных праздников.
Организации, базирующиеся в Аммане
- Оменетмен — армянская спортивно-скаутская организация. В Иордании основана в 1945 году, согласно записям иорданского Высшего совета по делам молодёжи. Текущий штаб клуба находится в Аль-Ашрафие и был построен в 1967 году.
- Союз армянской помощи (ARS) — независимая, неправительственная организация, созданная для социальных и образовательных нужд армянских общин и оказывающая гуманитарную помощь общинам находящимся в бедственном положении. В Иордании основана в 1965 году, в соответствии с Всеобщей федерацией благотворительных организаций Иордании. Организация функционировала с 1947 года. Штаб-квартира находится в Аль-Ашрафие.
- Watany Sporting Club (WSC)(арм. Ազգային Մարզական Միութիւն), основана в 1955 году нынешний штаб клуба находится в Аль-Ашрафие, построен в 1974 году. В клубе также располагался летний курорт построенный в 1994 году.

Армянские танцевальные коллективы в Аммане
- «Араз» — армянский танцевальный коллектив, находится введении Союза армянской помощи.
- «Спитак» — армянский фольклорный танцевальный коллектив (арм. Սպիտակ Պարախումբ), находится введении Watany Sporting Club (WSC).

Армянские спортивные секции
Иорданские армяне участвовали во многих спортивных турнирах Иорданской национальной лиги, представляя 2 клуба Оменетмен и Watany Sporting Club.
Watany Sporting Club (WSC) в настоящее время имеет сборную принимающую активное участие в турнирах Иорданской лиги, за последнее десятилетие сборная участвовала во множестве турниров по случаю дня рождения короля Абдуллы и Дня Независимости Иордании.
Самыми известными и яркими, стали баскетбольные команды клубов Оменетмен и Watany Sporting Club(WSC), они играли в официальной баскетбольной лиге Иордании, в первом и втором дивизионах, начиная с 1950-х годов и до 1990-х годов.
Некоторые иорданские игроки армянского происхождения выступали за Иорданию, и входили в состав национальной сборной Иордании по баскетболу. Кроме того, Watany Sporting Club (WSC) выиграл турнир баскетбольной лиги Иордании в 1963 году.